# Xanthopan morganii
Xanthopan morganii är en fjärilsart som beskrevs av Walker 1856. Xanthopan morganii ingår i släktet Xanthopan och familjen svärmare. Inga underarter finns listade i Catalogue of Life.

## Bildgalleri

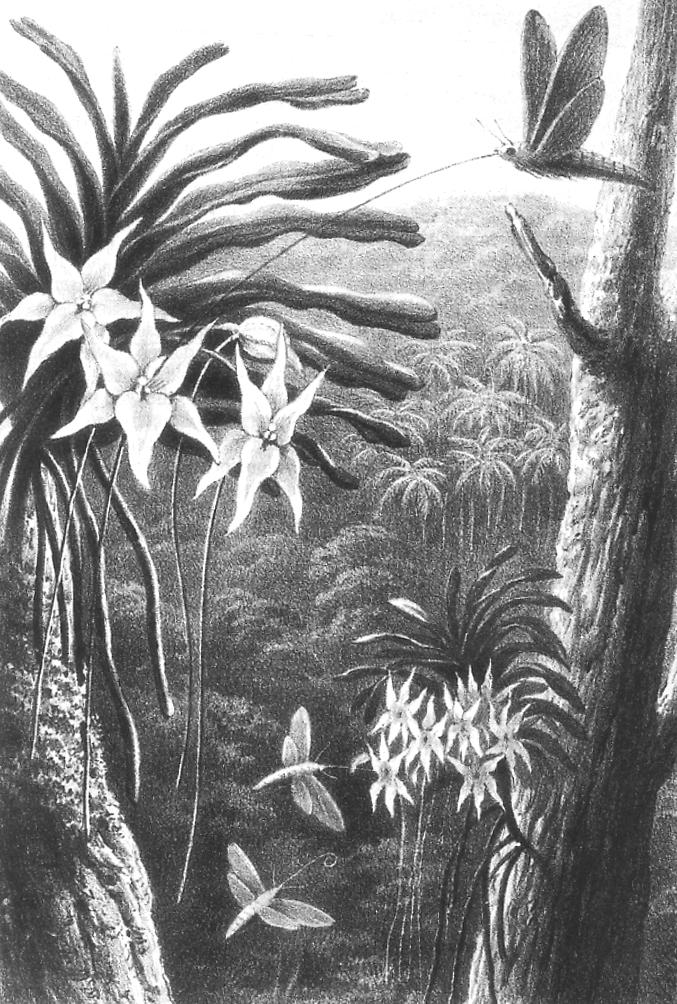
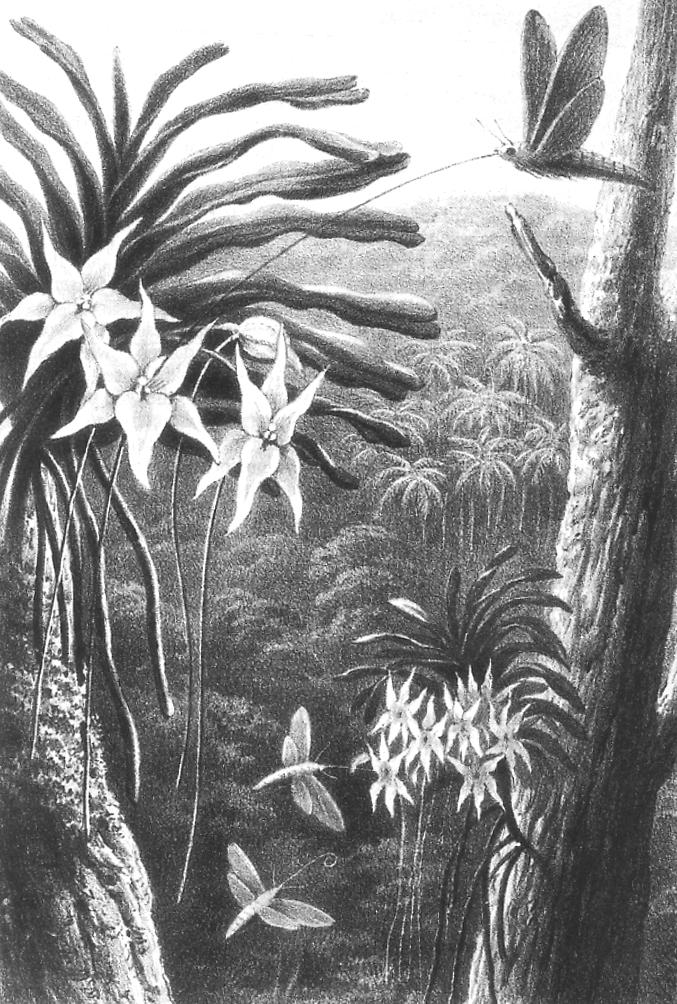